# Tropidophryne
Tropidophryne is een geslacht van vliesvleugeligen uit de familie Encyrtidae. De wetenschappelijke naam van dit geslacht is voor het eerst geldig gepubliceerd in 1931 door Compere.

## Soorten
Het geslacht Tropidophryne omvat de volgende soorten:
- Tropidophryne africana Compere, 1931
- Tropidophryne comperei Prinsloo & Annecke, 1978
- Tropidophryne melvillei Compere, 1939
- Tropidophryne natalensis Compere, 1939